# Mobile Terminated Call
Mobile Terminated Call (MTC) bezeichnet einen Anruf innerhalb eines Telefonnetzes, bei dem das Zielendgerät ein Mobiltelefon ist. Der Gegenbegriff, bei dem das rufende Endgerät ein Mobiltelefon ist, wird als Mobile Originated Call (MOC) bezeichnet. 

## Lokalisierung des Mobiltelefons
Hauptaufgabe für das Mobilfunknetz ist dabei, das gewählte Mobiltelefon zu lokalisieren.
Wenn man die Rufnummer eines Mobiltelefons (Mobilstation) wählt (in der Regel an der besonderen Telefonvorwahl zu erkennen), wird 
1. entweder anhand der Vorwahl oder bei Rufnummernportabilität in einer gemeinsamen Datenbank aller Mobilfunkbetreiber der passende Netzbetreiber gefunden.
2. Der Anruf wird durch das Telefonnetz zu dessen Gateway Mobile Switching Center (GMSC) geroutet.
3. Dieses fragt das Home Location Register (HLR), eine Datenbank, ab, ob die Rufnummer gültig ist und die geforderten Dienste, zum Beispiel Datendienste, benutzt werden dürfen, ferner das zuständige Visitor Location Register (VLR) und die derzeit gültige Mobile Station Roaming Number (MSRN). Die MSRN enthält die Information, welches Mobile Switching Center (MSC) derzeit für das Mobiltelefon zuständig ist. Häufig sind MSC und VLR eine Einheit. Die Daten aus dem HLR liegen im VLR in Kopie vor.
4. Der VLR-Datensatz des Teilnehmers und das Gespräch selbst werden an das zuständige MSC weitergeleitet. Im VLR-Datensatz enthalten ist die Information, in welcher Location Area sich das Mobiltelefon befindet.
5. In allen Funkzellen dieser Location Area wird nun ein Rundruf (Paging) gestartet. Jede Funkzelle wird von einer  Base Transceiver Station (BTS) gesteuert, die von einem Base Station Controller (BSC) gesteuert wird. Die entsprechenden BSCs werden entsprechend benachrichtigt.

Sobald das Mobiltelefon auf den Rundruf antwortet, findet die Sicherheitsüberprüfung durch das Visitor Location Register statt. Bei Erfolg wird der Anruf vom Mobile Switching Center zum Mobiltelefon durchgestellt.